# Иаков из Марке
Святой Иаков из Марке или Иаков Маркийский (Джакомо делла Марка; лат. Jacobus de Marchia, итал. Giacomo della Marca; 1 сентября 1393, Монтепрандоне, Марке — 28 ноября 1476, Неаполь) — святой Католической церкви, итальянский монах-францисканец, проповедник и духовный писатель. Был папским легатом и инквизитором.
Беатифицирован в 1624 году папой Урбаном VIII, канонизирован в 1726 году Папой Бенедиктом XIII.
День памяти в Католической церкви — 28 ноября.

## Биография
Урождённый Доменико Гангала (итал. Domenico Gangala), Иаков из Марке появился на свет в бедной семье в Монтепрандоне (ныне в Асколи-Пичено). Учился сначала в Оффиде, затем в Асколи-Пичено; поступил университет Перуджи и получил степень доктора канонического и гражданского права. В 1416 году был принят в орден францисканцев в часовне в Ассизи и взял имя Иаков. Был послушником в Карчери, вместе с Иоанном Капистранским изучал теологию во Фьезоле под руководством Бернардина Сиенского. Вёл настолько аскетический образ жизни, постясь девять месяцев в году, что Бернардин велел ему умерить покаяния.
В 1420 году рукоположен в священники и вскоре начал проповедовать в Тоскане, Марке и Умбрии. Его полувековая деятельность отмечена чудесами и многочисленными обращениями. С 1427 года боролся с еретиками в Германии, Австрии, Швеции, Дании, Богемии, Польше, Венгрии и Боснии. Был назначен инквизитором против секты еретиков Фрателли. В 1432—1433 годах был направлен папским советом в качестве инквизитора в Боснию, где работал в местном викариате. Вернулся туда в 1435 году и служил викарием Боснии до 1439 года. Борьба с ересями навлекла на него гнев боснийского короля Твртко II и его жены Доротеи Горянской, которую Иаков обвинил в попытке отравления. В 1434—1439 годах боролся с еретиками в Южной Венгрии. В мае 1439 года способствовал подавлению народного движения в Буде против немецких патрициев, в августе того же года заключил в тюрьму Балинта Уйлаки, который первым перевел Библию на венгерский язык.
Во время Базельского собора Иаков способствовал воссоединению умеренных гуситов с католической церковью, а затем и православных на Ферраро-Флорентийском соборе. Проповедовал против османов, выступал за крестовые походы. После смерти Иоанна Капистранского в 1456 году был отправлен в Венгрию в качестве его преемника. В 1457 году отправился к датскому королю Кристиану I для обсуждения турецкого крестового похода и чешского вопроса.
Учредил несколько монте ди пьета («ссуда из сострадания» — ссуды, выдаваемые беднякам под низкий процент или вовсе беспроцентные) и проповедовал во всех крупных городах. В 1460 году ему предложили стать епископом Милана, но он отказался. Поощрял реформы в ордене францисканцев. При папе Каликсте III в 1455 году был назначен арбитром по спорным вопросам между конвентуалами и обсервантами. Его решение, которое было опубликовано 2 февраля 1456 года в папской булле, не понравилась ни одной из сторон.
В Светлый понедельник 1462 года, Иаков, проповедуя в Брешии, высказал мнение некоторых богословов о том, что Кровь Христова, пролитая во время Страстей, не соединилась с божественной сущностью Христа в течение трёх дней его погребения. Доминиканский монах Иаков из Брешии, местный инквизитор, немедленно вызвал его на трибунал. Иаков отказался явиться и обратился к Святому Престолу. Папа Пий II и кардиналы рассматривали это вопрос на Рождество 1462 года, но так и не приняли решение. Иаков провёл последние три года своей жизни в Неаполе и умер там 28 ноября 1476 года.